# Indians de la Ligue de l'Arizona
Les Indians de la Ligue de l'Arizona (anglais : Arizona League Indians), anciennement Indians de la Côte du Golfe (anglais : Gulf Coast League Indians), sont une équipe de ligue mineure de baseball basée à Goodyear (Arizona). Affiliés à la formation de MLB des Indians de Cleveland, les Indians jouent au niveau recrue (rookie) en Ligue de l'Arizona.

## Histoire

### Indians de la Côte du Golfe
Les Indians de la Côte du Golfe sont affiliés aux Cleveland Indians depuis 2006 qui deviennent le club principal pour les rookies des Indians en remplacement des Indians de Burlington. Basés à Winter Haven (Floride), les GC Indians évoluent à domicile au Chain of Lakes Park (7000 places).
Sous la conduite du manager Chris Tremie, les Indians terminent leur saison inaugurale avec 21 pour 29 défaites et la quatrième place de la Division Nord.
Le manager Rouglas Odor est responsable de l'équipe en 2007 qui enregistre 28 victoires pour 31 défaites.

### Indians de la Ligue de l'Arizona
Déménagement du camp d'entraînement des Indians de Cleveland à Goodyear (Arizona) oblige, l'équipe quitte la Ligue de la Côte du Golfe pour rejoindre l'Ligue de l'Arizona à partir de 2009.